# Yasuhito Morishima
Yasuhito Morishima (森島 康仁, Morishima Yasuhito) est un footballeur japonais né le 18 septembre 1987. Il évolue au poste d'attaquant.

## Biographie
Yasuhito Morishima commence sa carrière professionnelle au Cerezo Osaka. Il débute en championnat lors de l'année 2006.
En 2008, il est transféré au club d'Oita Trinita. Avec cette équipe, il remporte la Coupe de la Ligue japonaise en 2008.
Yasuhito Morishima participe à la Coupe du monde des moins de 20 ans 2007 avec l'équipe du Japon.

## Palmarès
- Vainqueur de la Coupe de la Ligue japonaise en 2008 avec l'Oita Trinita
- Finaliste de la Coupe d'Asie des nations des moins de 19 ans en 2006 avec l'équipe du Japon